# Musikjahr 1860
Liste der Musikjahre

◄◄ | ◄ | 1856 | 1857 | 1858 | 1859 | Musikjahr 1860 | 1861 | 1862 | 1863 | 1864 | ► | ►►

Weitere Ereignisse
Dieser Artikel behandelt das Musikjahr 1860.

## Ereignisse

### Aufführungsorte

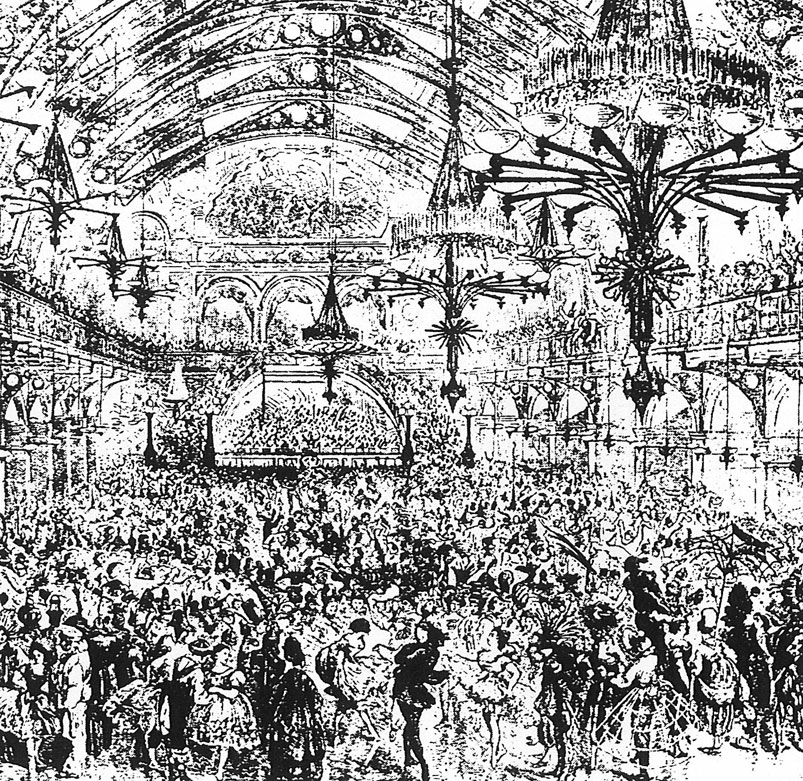
Das Dianabad als Ballsaal

- Um das 1843 wieder eröffnete Dianabad in Wien-Leopoldstadt auch in der badefreien Wintersaison nutzbar zu machen, wird das Schwimmbecken abgedeckt und die Schwimmhalle als Konzert- und Ballsaal dekoriert. Im am 12. November eröffneten Dianabad-Saal debütieren in den folgenden Jahren unter anderem Eduard Strauß und Carl Michael Ziehrer, und der von Johann Strauss (Sohn) komponierte Walzer An der schönen blauen Donau hat hier 1867 seine triumphale Uraufführung.
- 15. Januar: Hofoperndirektor Carl Ecker dirigiert im Theater am Kärntnertor das erste Abonnementkonzert der Wiener Philharmoniker.

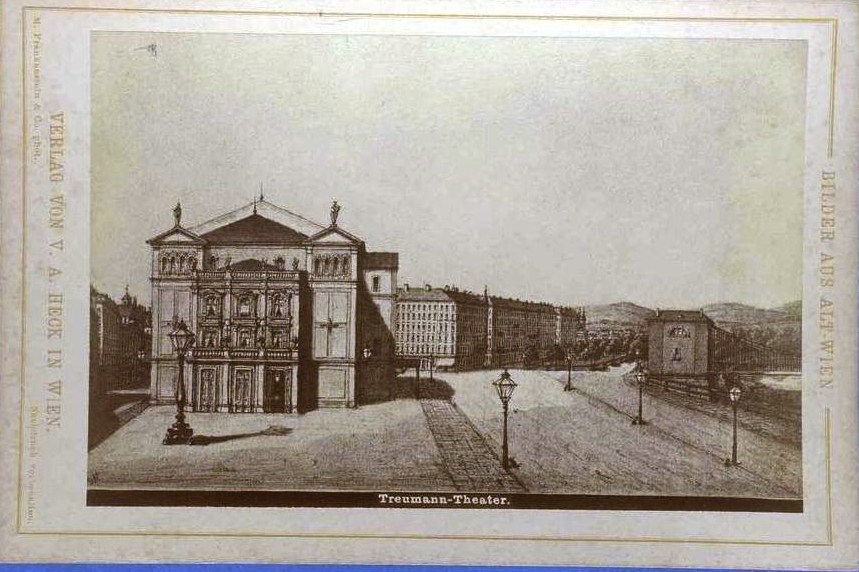
Das Treumann-Theater fotografiert von Michael Frankenstein

- Am 1. November wird das von dem Operntenor Karl Treumann nach Plänen des Architekten Ferdinand Fellner erbaute Theater am Franz-Josefs-Kai in Wien eröffnet. Der Baugrund am Morzinplatz ist durch die Schleifung der Wiener Stadtmauern im Jahre 1858 entstanden. Das Treumann-Theater spielt eine wichtige Rolle bei der Etablierung der Wiener Operette.
- Der junge und weitgehend unbekannte Architekt Charles Garnier gewinnt überraschend den Architekturwettbewerb für den Bau der neuen Pariser Oper. Der 15 Jahre dauernde Bau an der Opéra Garnier wird sein Lebenswerk.
- Felix Otto Dessoff wird als Kapellmeister an die Hofoper nach Wien berufen.

### Instrumental- und Vokalmusik

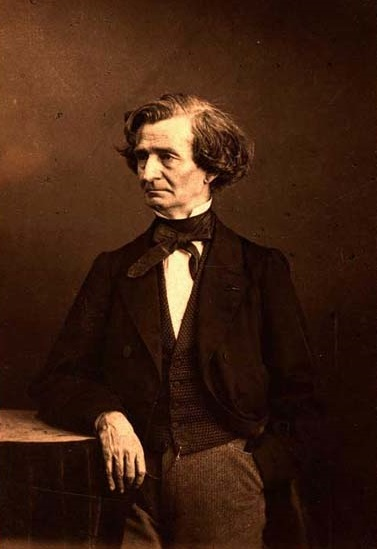
Hector Berlioz um 1860

- Der französische Komponist Hector Berlioz beginnt mit der Arbeit an der Oper Béatrice et Bénédict frei nach William Shakespeares Komödie Much Ado About Nothing. Das Werk erlebt 1862 seine Uraufführung.
- Franz Berwald stellt sein Duo für Violine und Klavier D-Dur fertig, an dem er bereits seit 1857 gearbeitet hat.
- Johannes Brahms: Vier Gesänge op. 17
- Iwan Petrowitsch Larionow komponiert und dichtet das populäre russische Lied Kalinka.
- Franz Liszt bearbeitet erneut seine Vertonung des Gedichts Die Lore-Ley von Heinrich Heine.
- Jacques Offenbach widmet Clara Schüler die Schüler-Polka.
- Anton Grigorjewitsch Rubinstein komponiert seine Soirées à Saint-Petersbourg. Sechs Klavierstücke op. 44.

### Uraufführungen

#### Ballett

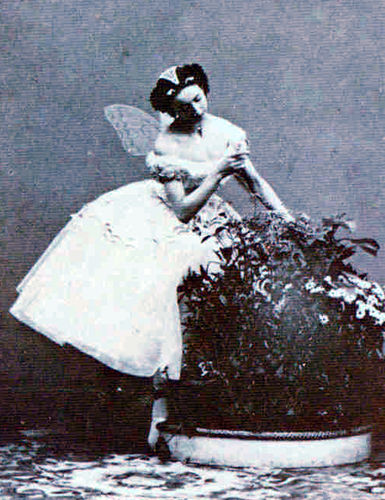
Emma Livry in Le Papillon

- 26. November: An der Pariser Oper wird Jacques Offenbachs Ballett-Pantomime Le Papillon in der Choreographie der bekannten Tänzerin Marie Taglioni uraufgeführt. Die Aufführung gerät zu einem Triumph, was auch dem Können der jungen Ballerina Emma Livry zu danken ist.

#### Instrumentalmusik
- 03. März: Am Königlichen Hoftheater in Hannover wird die Endfassung der 1. Serenade von Johannes Brahms unter der Leitung seines Freundes Joseph Joachim uraufgeführt. Die im Januar abgeschlossene Orchestrierung, für die sich Brahms von Joachim Notenpapier ausgeliehen hat, ist das Resultat eingehender Beschäftigung mit Serenaden von Wolfgang Amadeus Mozart und Sinfonien von Joseph Haydn. Im gleichen Jahr wird auch das Schwesterwerk der Serenade, die 2. Serenade A-Dur op. 16 vom Komponisten herausgebracht.
- Das 1. Streichsextett B-Dur op. 18 von Johannes Brahms wird uraufgeführt.

#### Lied
- Konrad Max Kunz komponiert das Bayernlied. Mit dem Text des Lehrers und Publizisten Michael Öchsner wird es am 15. Dezember von der Bürger-Sänger-Zunft München, zu diesem Zeitpunkt die wichtigste Laienvereinigung zur Pflege von Gesang und Musik im Königreich Bayern, erstmals präsentiert. Das Stück wird bald zu einem beliebten Volkslied. Knapp hundert Jahre später wird das Lied mit einem leicht abgewandelten Text als Bayernhymne zur offiziellen Hymne des Freistaats Bayern erhoben.

#### Musiktheater
- 14. Januar: Die Opéra-comique Le Nouveau Pourceaugnac von Aristide Hignard nach der gleichnamigen Komödie von Eugène Scribe hat ihre Uraufführung am Théâtre des Bouffes-Parisiens in Paris.
- 07. Februar: In Warschau wird die Oper Hrabina (Die Gräfin) von Stanisław Moniuszko uraufgeführt.
- 10. Februar: Jacques Offenbachs einaktige Revue Le carnaval des revues mit einem Libretto von Eugène Grangé, Philippe Gille and Ludovic Halévy wird in Paris im Theater Bouffes-Parisiens, im Salle Choiseul uraufgeführt.

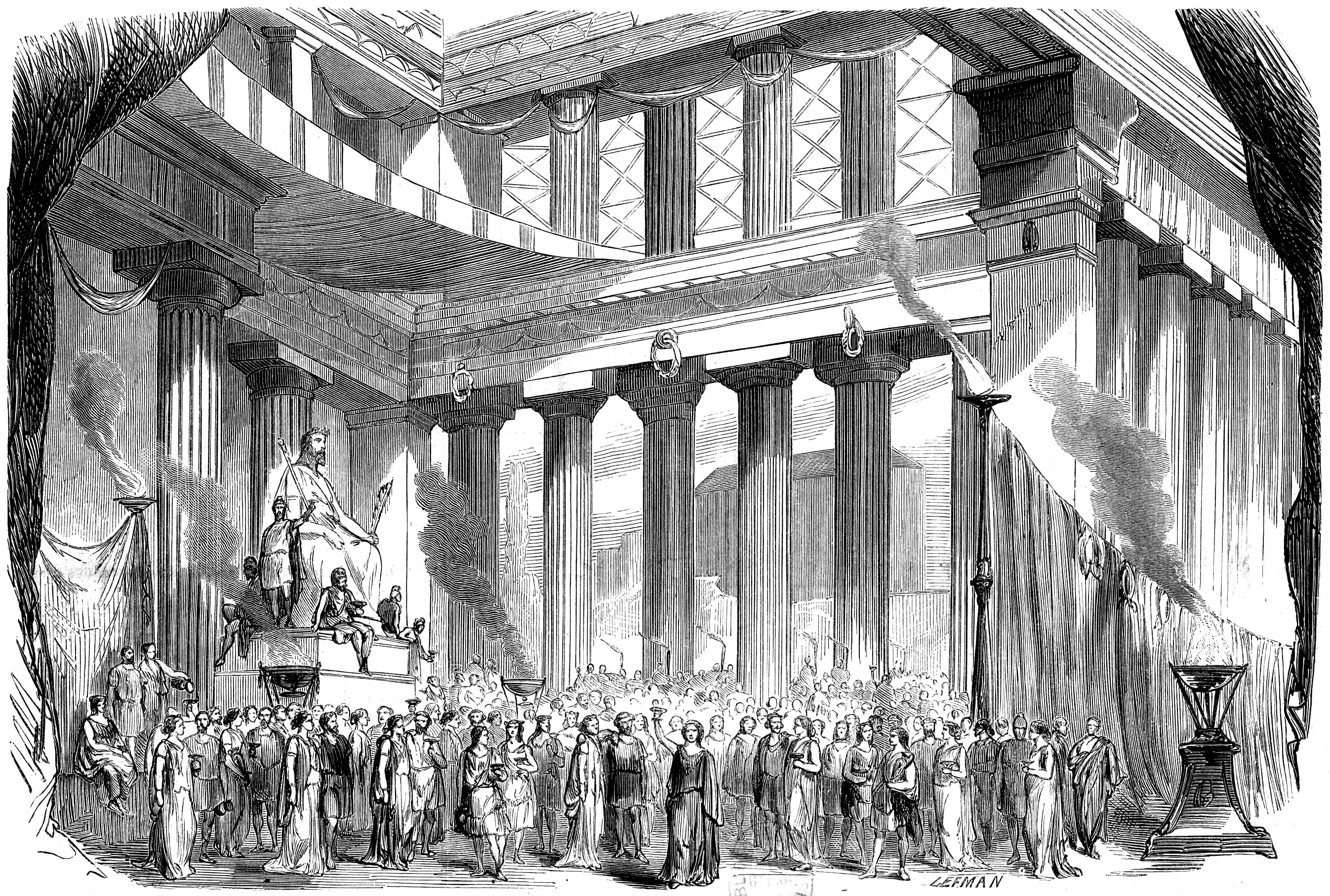
Szene aus Philémon et Baucis, Théatre-Lyrique 1860

- 18. Februar: Am Théâtre-Lyrique in Paris findet die Uraufführung der Oper Philémon et Baucis von Charles Gounod (Musik) mit einem Libretto von Jules Barbier und Michel Carré statt.
- 9. März: Uraufführung der Grand Opéra in vier Akten Pierre de Médicis von Józef Poniatowski in der Salle Le Peletier in Paris. Das Libretto stammt von Jules-Henri Vernoy de Saint-Georges und Émilien Pacini. Die Titelrolle sang Louis Gueymard, die weibliche Hauptrolle der Laura Pauline Gueymard.
- 27. März: Die Operette Daphnis et Chloé von Jacques Offenbach wird im Salle Choiseul des Theaters Bouffes-Parisien in Paris erstmals aufgeführt. Das Libretto stammt von Louis François Clairville und Jules Cordier (Élénore Tenaille de Vaulabelle).
- 07. Mai: Die bereits 1841 entstandene komische Oper Rita ou Le mari battu von Gaetano Donizetti wird postum an der Opéra-Comique in Paris uraufgeführt. Das im Original französische Libretto stammt von Gustave Vaëz. Die Titelrolle wird von Caroline Lefèbvre Faure gesungen.
- 05. Juni: Die Oper Jawnuta von Stanisław Moniuszko mit einem Libretto von Władysław Ludwik Anczyc im Teatr Wielki wird am Teatr Wielki in Warschau mit Erfolg uraufgeführt. Literarische Vorlage ist die Schäferdichtung Cyganie von Franciszek Dionizy Kniaźnin.
- 03. August: Die Uraufführung der komischen Oper La colombe von Charles Gounod erfolgt in Baden-Baden. Das Libretto von Jules Barbier und Michel Carré basiert auf dem Gedicht Le faucon von Jean de La Fontaine, welches wiederum auf einer Erzählung aus dem Dekameron (Tag V, Geschichte 9) von Giovanni Boccaccio beruht.
- 01. September: Die einaktige Oper L'Auberge des Ardennes von Aristide Hignard auf ein Libretto von Jules Verne und Michel Carré hat seine Uraufführung am Théâtre-Lyrique in Paris.
- 11. Oktober: George Alexander Macfarrens Oper Robin Hood hat an Her Majesty’s Theatre am Londoner Haymarket ihre Uraufführung. Das Libretto stammt von John Oxenford.
- 24. November: Die Operette Das Pensionat von Franz von Suppè hat ihre Uraufführung am Theater an der Wien in Wien. Das Stück nach dem Vorbild der Pariser Operette gilt als erste Wiener Operette und läutet die sogenannte „Goldene Operettenära“ in Wien ein. Der Librettist wird nur mit den Initialen C. K. angegeben und ist bisher nicht identifiziert.
- 06. Dezember: Die Uraufführung der Oper Bianca or The Bravo's Bride von Michael William Balfe findet im Covent Garden in London statt.
- 24. Dezember: Jacques Offenbach bringt sein als opéra-bouffe in drei Akten bezeichnetes Bühnenwerk Barkouf an der  Opéra-Comique in Paris zur Uraufführung. Das Libretto stammt von Eugène Scribe und Henry Boisseaux.

Weitere Bühnenwerksuraufführungen
- Emilio Arrieta komponiert die dreiaktige Zarzuela Los circasianos. Das Libretto stammt von Luis Olona.
- Franz von Suppè schreibt die Musik zu dem Stück Komisches Märchen von Alois Berla und zum Stück Mein ist die Welt von  Friedrich Kaiser.
- Ambroise Thomas veröffentlicht seine Oper Le roman d’Elvire.

#### Tanzmusik
Johann Strauss (Sohn): Der Komponist bringt folgende Werke heraus: Lebenswecker (Walzer) op. 232; Sentenzen (Walzer) op. 233; Accelerationen (Walzer) op. 234; Immer heiterer (Walzer) 0p 235; Kammerball-Polka op. 230; Taubenpost (Polka) op. 237; Die Pariserin (Polka) op. 238; Polka-Mazurka champêtre op. 239; Maskenzug-Polka op. 240; Fantasieblümchen (Polka) op. 241; Bijoux-Polka op. 242; Diabolin-Polka op. 244; Orpheus-Quadrille op. 236; Romanze Nr. 1 op. 243 und die Romanze Nr. 2 op. 255.

### Wissenschaft und Technik
Auf einem von Édouard-Léon Scott de Martinville drei Jahre zuvor konstruierten Phonautographen gelingt eine Tonaufzeichnung: Am 9. April wird das französische Volks- und Kinderlied Au clair de la lune aufgenommen, 17 Jahre vor der Erfindung des Phonographen durch Thomas Alva Edison. Es handelt sich um die inzwischen älteste erhaltene Tonaufnahme.

## Ansichten

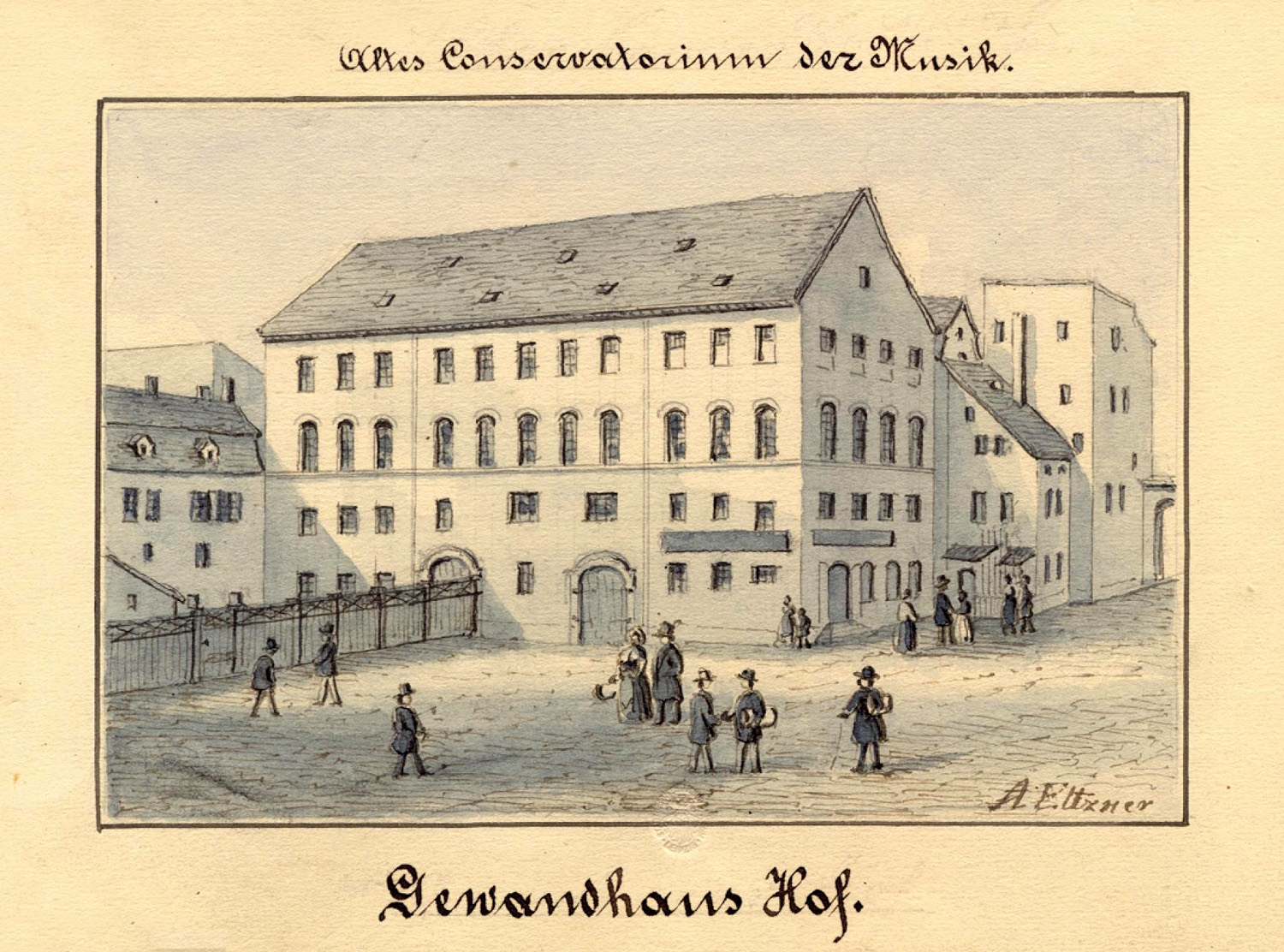
Das alte Conservatorium der Musik in Leipzig auf einer Zeichnung von Adolf Eltzner, um 1860

## Geboren

### Januar bis Juni

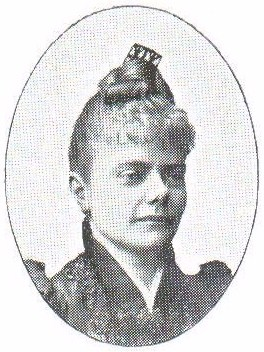
Laura Valborg Aulin
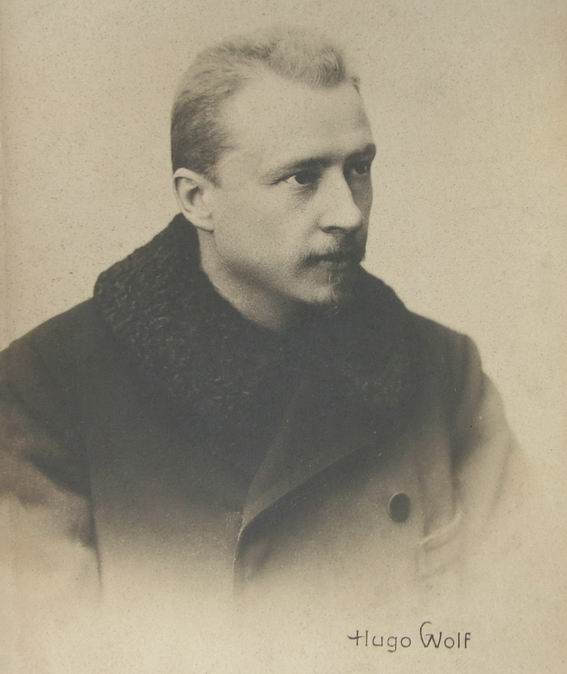
Hugo Wolf
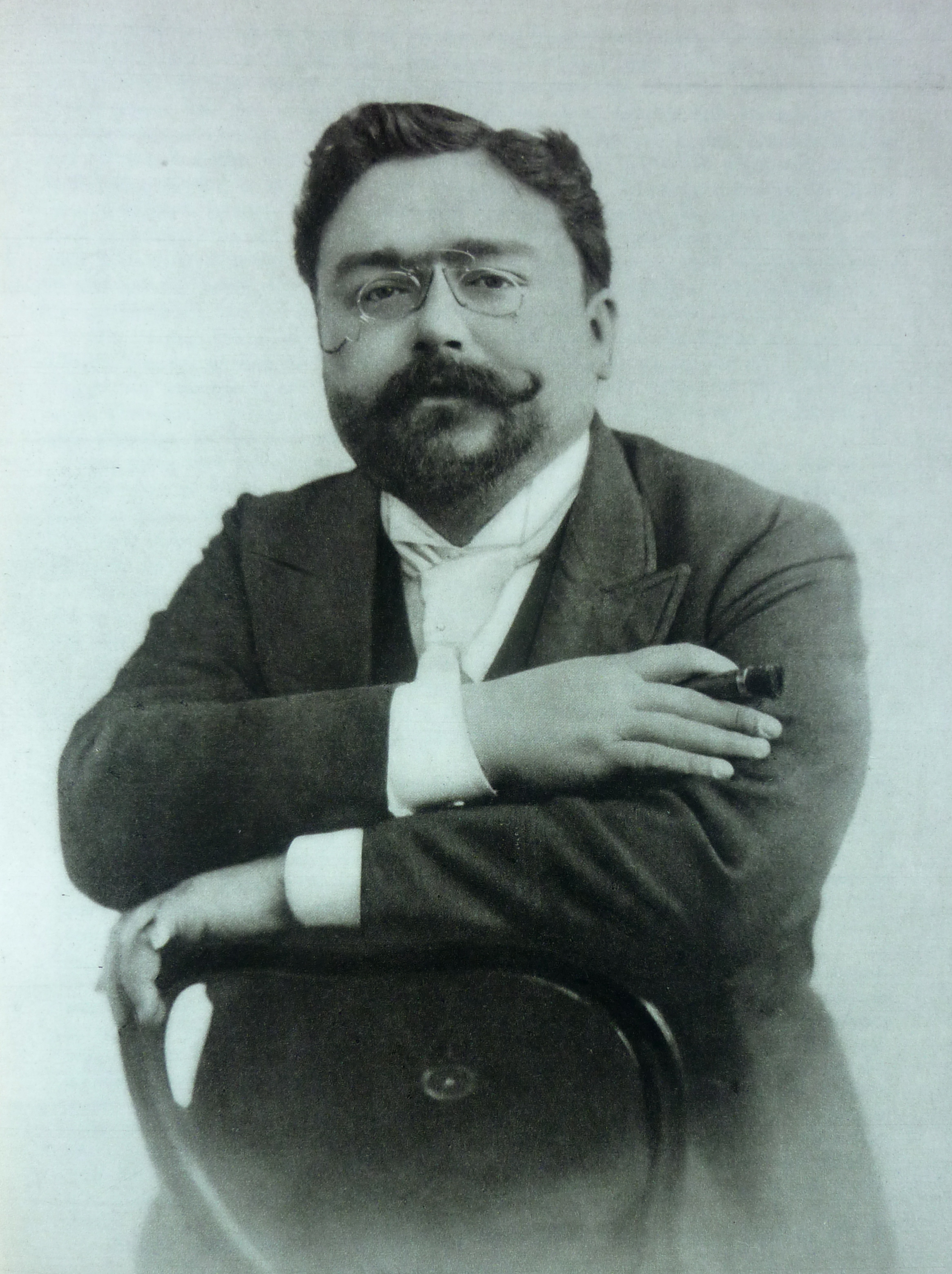
Isaac Albéniz
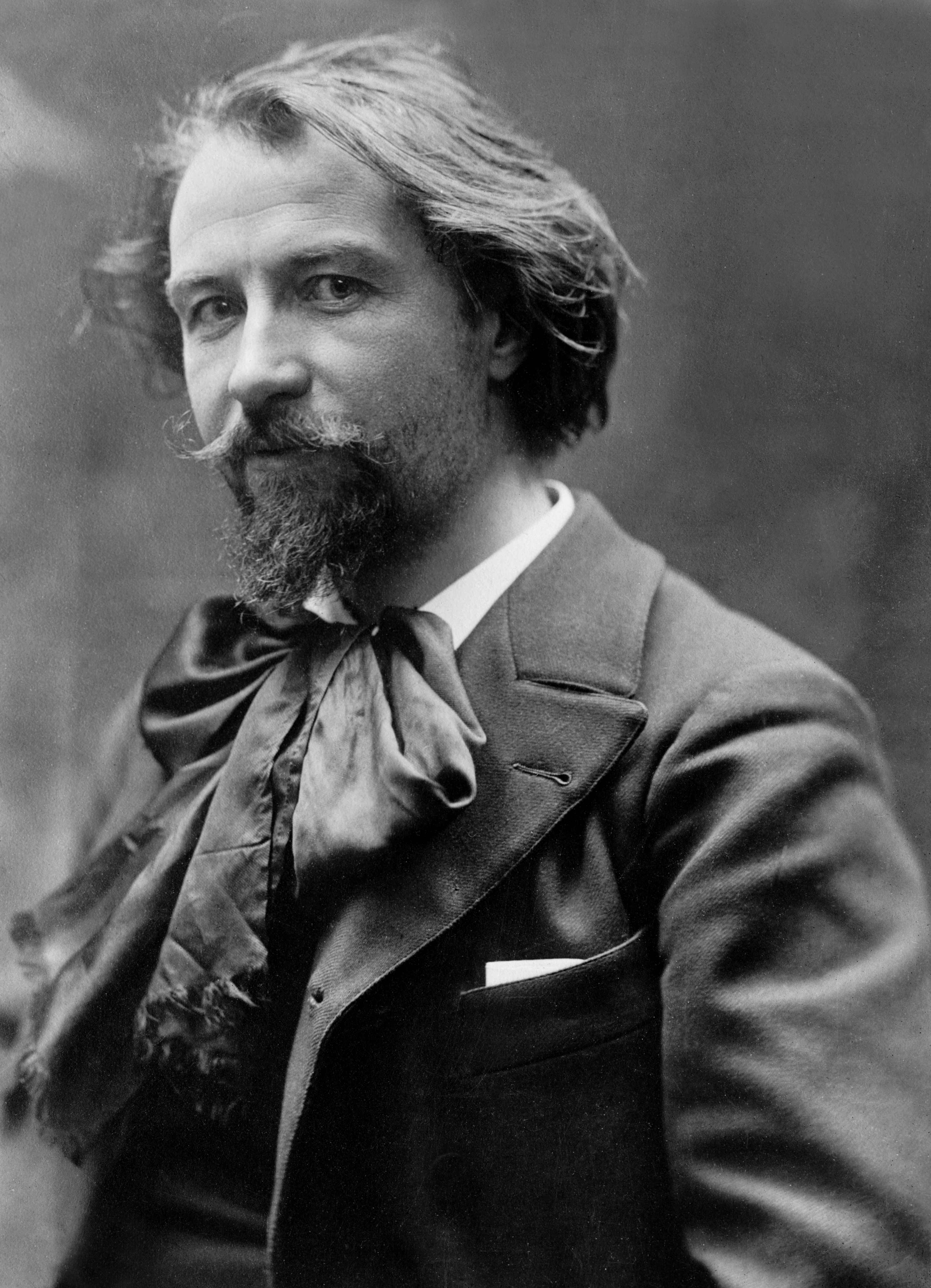
Gustave Charpentier

- 06. Januar: Raoul Gunsbourg, rumänischer Operndirektor, Schriftsteller und Komponist († 1955)
- 09. Januar: Laura Valborg Aulin, schwedische Pianistin und Komponistin († 1928)
- 07. Februar: Anna Norrie, schwedische Schauspielerin und Operettensängerin († 1957)
- 19. Februar: Johann Friedrich Carl Abelspies, deutscher Mandolinist, Harfenist, Gitarrist, Zitherspieler, Ingenieur, Minenbesitzer und Erfinder († nach 1930)
- 13. März: Hugo Wolf, österreichischer Komponist († 1903)
- 14. März: Gisela Frankl, österreichische Komponistin und Pianistin († unbekannt)
- 22. März: Otto Barblan, schweizerischer Komponist, Organist und Musikpädagoge († 1943)
- 23. März: William Foden, US-amerikanischer Gitarrist, Komponist und Musikpädagoge († 1947)
- 07. April: Rudolf Nováček, tschechischer Komponist und Dirigent († 1929)
- 04. Mai: Emil Nikolaus von Reznicek, österreichischer Komponist († 1945)
- 29. Mai: Isaac Albéniz, spanischer Komponist und Pianist († 1909)
- 10. Juni: Lucien Hillemacher, französischer Komponist († 1909)
- 25. Juni: Gustave Charpentier, französischer Komponist († 1956)

### Juli bis Dezember

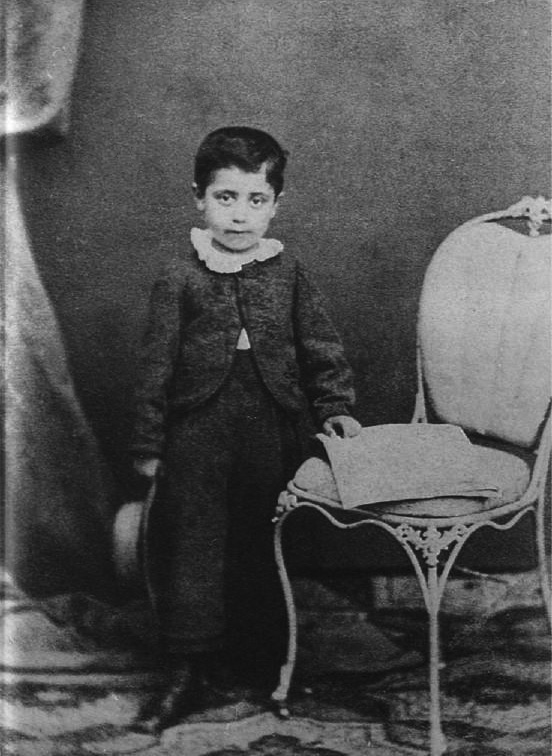
Gustav Mahler als Kind
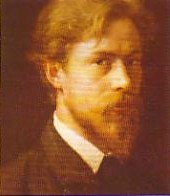
Ernst Stöhr
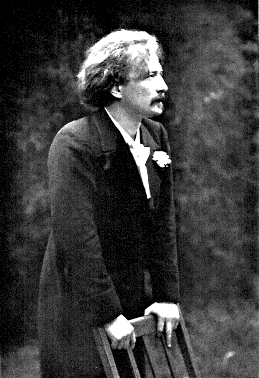
Ignacy Jan Paderewski
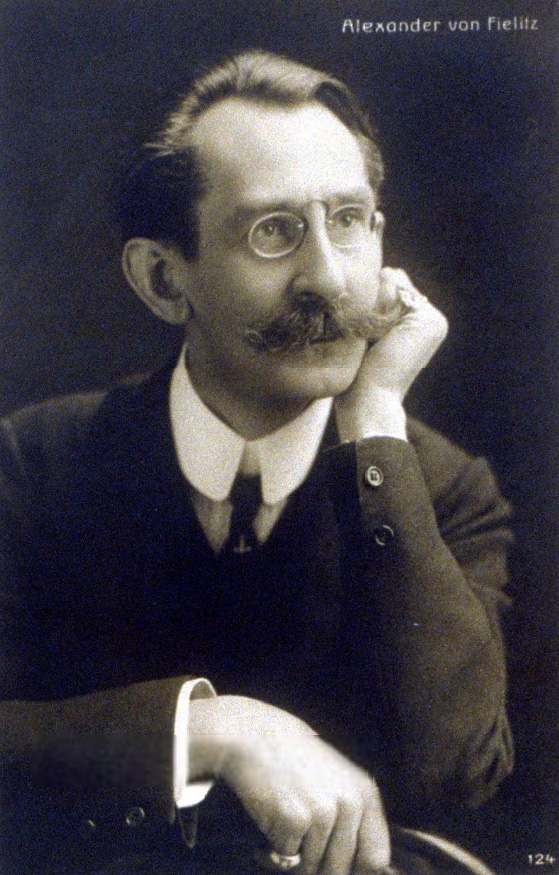
Alexander von Fielitz

- 07. Juli: Gustav Mahler, österreichischer Dirigent und Komponist († 1911)
- 01. August: Dory Petersen, deutsche Pianistin und Musikpädagogin († 1902)
- 10. September: Albert Dupré, französischer Musikpädagoge, Organist und Chorleiter († 1940)
- 13. September: Heinrich Platzbecker, deutscher Komponist und Organist († 1937)
- 16. September: Hugo Dechert, deutscher Violoncellist und Kammermusiker († 1923)
- 25. September: Johannes Gottfried Merkel, deutscher Komponist und Musikpädagoge († 1934)
- 26. September: Alois Fuetsch, österreichischer Orgelbauer († 1935)
- 04. Oktober: Homer Albert Norris, US-amerikanischer Organist, Komponist und Musikwissenschaftler († 1920)
- 08. Oktober: Felix Woyrsch, deutscher Komponist und Musikdirektor († 1944)
- 01. November: Ernst Stöhr, österreichischer Maler, Dichter und Musiker († 1917)
- 10. November: Rudolf Muchsel, österreichischer Regierungsbeamter und Komponist († 1946)
- 13. November: Helen A. Clarke, US-amerikanische Autorin, Herausgeberin, Lyrikerin und Komponistin († 1926)
- 18. November: Ignacy Jan Paderewski, polnischer Musiker und Politiker († 1941)
- 28. November: Gabriel Parès, französischer Militärmusiker, Komponist und Arrangeur († 1934)
- 30. November: Rafael Pastor Marco, spanisch-kubanischer Komponist und Musikpädagoge († 1943)
- 18. Dezember: Edward MacDowell, US-amerikanischer Komponist und Pianist († 1908)
- 27. Dezember: Felix Dreyschock, deutscher Pianist, Komponist und Musiklehrer († 1906)
- 28. Dezember: Alexander von Fielitz, deutscher Komponist († 1930)
- 29. Dezember: Camillo Horn, österreichischer Komponist, Dirigent und Musikpädagoge († 1941)

### Genaues Geburtsdatum unbekannt
- Manuel Posadas, argentinischer Geiger und Musikpädagoge († 1916)
- Francisco Soñé, dominikanischer Komponist, Musikpädagoge, Dirigent und Klarinettist († 1949)
- Amy Woodforde-Finden, englische Komponistin († 1919)

## Gestorben

### Todesdatum gesichert
- 01. Januar: Franz Wild, österreichischer Opernsänger (Tenor) (* 1791)
- 17. Januar: Narcisse Girard, französischer Dirigent (* 1798)

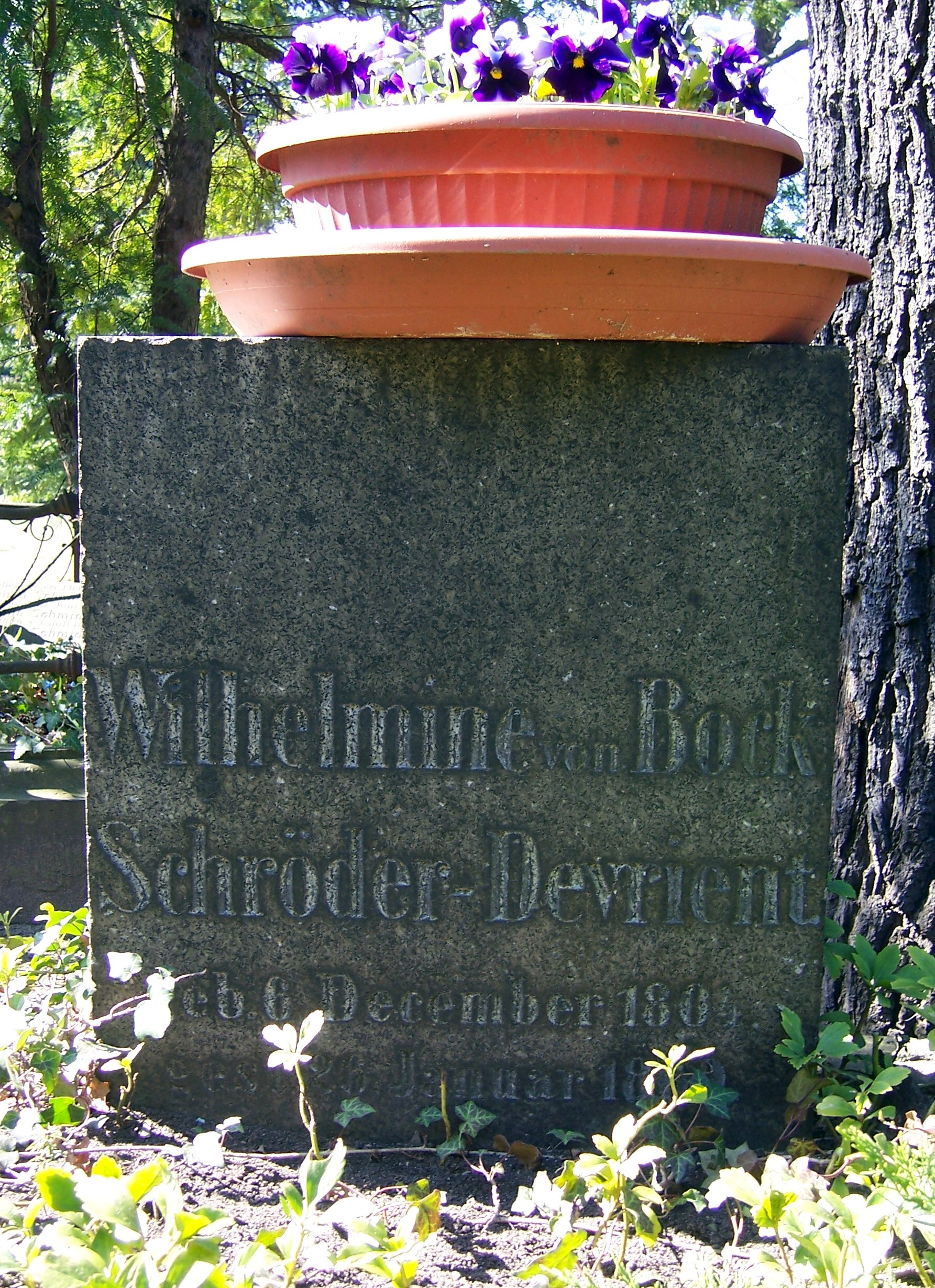
Wilhelmine Schröder-Devrients Grab auf dem Trinitatisfriedhof in Dresden

- 26. Januar: Wilhelmine Schröder-Devrient, deutsche Opernsängerin (Sopran) (* 1804)
- 30. Januar: Carl Heinrich Saemann, deutscher Musiker (* 1790)
- 14. Februar: Céleste-Thérèse Couperin, französische Organistin und Musikpädagogin (* 1793)
- 29. Februar: George Bridgetower, englischer Violinist und Komponist (* 1778)
- 05. März: Wilhelm Korfmacher, deutscher Orgelbauer (* 1787)
- 06. März: Friedrich Dotzauer, deutscher Cellist und Komponist (* 1783)
- 14. März: Louis-Antoine Jullien, französischer Komponist und Dirigent (* 1812)

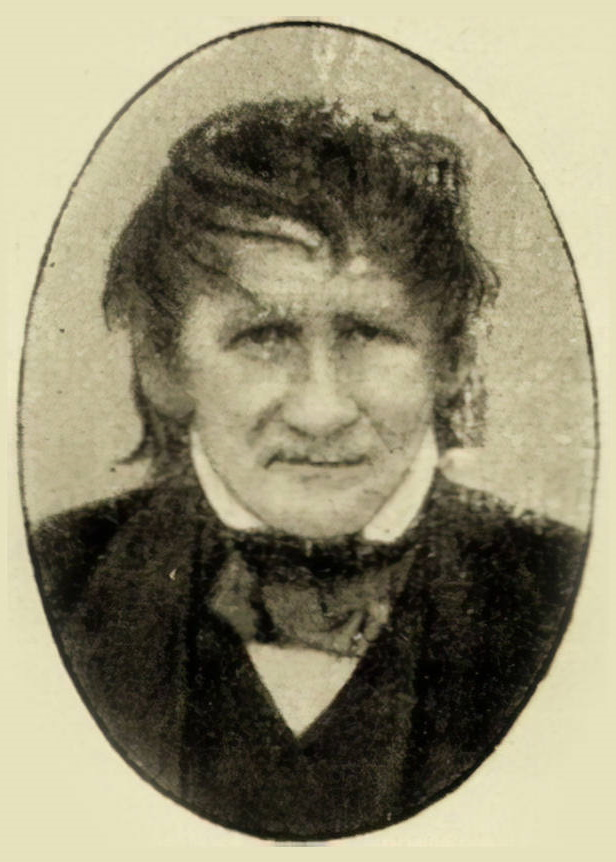
Johann Ludwig Böhner; † 28. März

- 28. März: Johann Ludwig Böhner, deutscher Musiker (* 1787)
- 15. April: Karoline Christine Böhler, deutsche Sängerin, Schauspielerin und Pianistin (* 1800)
- 27. April: Leonhard Schulz, österreichischer Gitarrist und Komponist (* 1813)
- 21. Mai: Johannes Frederik Fröhlich, dänischer Komponist (* 1806)
- 26. August: Friedrich Silcher, deutscher Komponist und Musikpädagoge (* 1789)
- 09. September: Johann Horzalka, österreichischer Pianist und Komponist (* 1798)
- 09. September: Michael Nagnzaun, österreichischer Geistlicher und Musiker (* 1789)
- 25. September: Carl Friedrich Zöllner, deutscher Komponist (* 1800)
- 30. September: Bartlmä Hörbiger, österreichischer Orgelbauer (* 1813)
- 06. Oktober: Stephen Elvey, britischer Organist und Komponist (* 1805)
- 09. Oktober: Christian Friedrich Heinrich Sachse, deutscher evangelischer Geistlicher und Kirchenlieddichter (* 1785)
- 20. Oktober: Julius Cornet, österreichischer Opernsänger (Tenor) und Theaterdirektor (* 1792)
- 05. November: Carl Binder, österreichischer Kapellmeister und Komponist (* 1816)

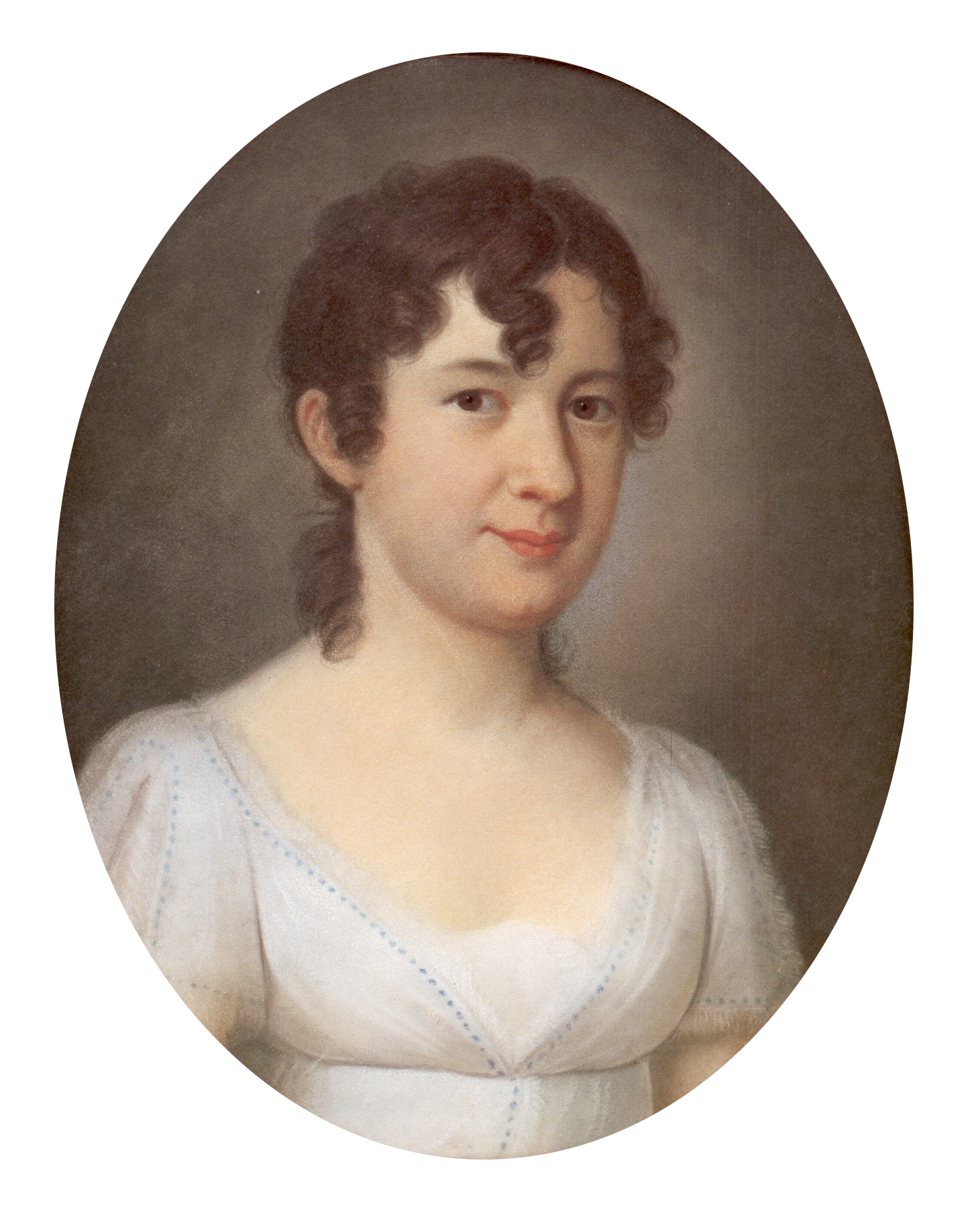
Marianne von Willemer; † 6. Dezember

- 17. November: Carl Gottlob Häcker, deutscher Orgelbauer (* 1791)
- 27. November: Ludwig Rellstab, deutscher Journalist, Musikkritiker und Dichter (* 1799)
- 06. Dezember: Marianne von Willemer, aus Österreich stammende Schauspielerin, Sängerin (Sopran) und Tänzerin, Muse und Mitautorin Goethes (* 1784)
- 31. Dezember: Sophie de Bawr, französische Schriftstellerin und Komponistin (* 1773)

### Genaues Todesdatum unbekannt
- Giuseppe Antonio Ceruti, italienischer Geigenbauer (* 1785)
- Heinrich Hammermeister, deutscher Opernsänger (Bariton) (* 1799)
- Carl Ernst Laue, deutscher Hofmusiker und Instrumentenmacher (* 1790)